# Patrici Bernuz i Vives
Patrici Bernuz i Vives (Gandesa, s.XVIII) fou un organista tarragoní.

## Biografia
El 28 d'agost de 1750 va començar la seva formació musical com a escolanet a la catedral de València. Durant aquells anys d'aprenentatge va estar en contacte amb compositors rellevants com Vicente Rodríguez i José Padras. Va ocupar el càrrec d'organista segon de la seu valenciana del 17 de juliol de 1762 al 9 de desembre de 1768. En aquesta última data va abandonar la catedral valenciana per problemes relacionats amb el salari i va passar a ocupar el càrrec d'organista a la col·legial de Gandia (València).

## Obres
En l'arxiu del Real Colegio de Corpus Christi (Patriarca) de València es conserva un Magnificat a 12 veus, amb acompanyament d'orgue i contrabaix, de 1785.